# Team Milram/2006
Deze pagina geeft een overzicht van de renners en de prestaties van Milram-wielerploeg in 2006.
| Naam                  | Geboortedatum | Nationaliteit | Ploeg 2005             |
| --------------------- | ------------- | ------------- | ---------------------- |
| Daniel Becke          | 12-03-1978    | Duitsland     | Illes Balears          |
| Simone Cadamuro       | 28-06-1976    | Italië        | Domina Vacanze         |
| Mirko Celestino       | 19-03-1974    | Italië        | Domina Vacanze         |
| Alessandro Cortinovis | 11-10-1977    | Italië        | Domina Vacanze         |
| Maarten den Bakker    | 26-01-1969    | Nederland     | Rabobank               |
| Volodymyr Djoedja     | 06-01-1983    | Oekraïne      | espoirs/Domina Vacanze |
| Sergio Ghisalberti    | 10-12-1979    | Italië        | Domina Vacanze         |
| Michele Gobbi         | 10-08-1977    | Italië        | Domina Vacanze         |
| Ralf Grabsch          | 07-04-1973    | Duitsland     | Team Wiesenhof         |
| Andrij Hryvko         | 07-08-1983    | Oekraïne      | Domina Vacanze         |
| Dennis Haueisen       | 13-09-1978    | Duitsland     | RSH                    |
| Maksim Iglinski       | 18-04-1981    | Kazachstan    | Domina Vacanze         |
| Matej Jurčo           | 08-08-1984    | Slowakije     | Domina Vacanze         |
| Christian Knees       | 05-03-1981    | Duitsland     | Team Wiesenhof         |
| Mirco Lorenzetto      | 13-07-1981    | Italië        | Domina Vacanze         |
| Martin Müller         | 05-04-1974    | Duitsland     | Team Wiesenhof         |
| Daniel Musiol         | 27-03-1983    | Duitsland     | Team Wiesenhof         |
| Alberto Ongarato      | 24-07-1975    | Italië        | Fassa Bortolo          |
| Alessandro Petacchi   | 03-01-1974    | Italië        | Fassa Bortolo          |
| Enrico Poitschke      | 23-08-1969    | Duitsland     | Team Wiesenhof         |
| Elia Rigotto          | 04-03-1982    | Italië        | Domina Vacanze         |
| Fabio Sabatini        | 18-02-1985    | Italië        | espoirs                |
| Fabio Sacchi          | 22-05-1974    | Italië        | Fassa Bortolo          |
| Björn Schröder        | 27-10-1980    | Duitsland     | Team Wiesenhof         |
| Carlo Scognamiglio    | 31-05-1983    | Italië        | espoirs/Domina Vacanze |
| Sebastian Siedler     | 18-01-1978    | Duitsland     | Team Wiesenhof         |
| Alessandro Vanotti    | 16-09-1980    | Italië        | Domina Vacanze         |
| Marco Velo            | 09-03-1974    | Italië        | Fassa Bortolo          |
| Giovanni Visconti     | 13-01-1983    | Italië        | Domina Vacanze         |
| Erik Zabel            | 07-07-1970    | Duitsland     | T-Mobile Team          |

## Overwinningen
| - GP Costa degli Etruschi Alessandro Petacchi - Ronde van de Middellandse Zee 6e etappe: Elia Rigotto - Ruta del Sol 3e etappe: Alessandro Petacchi 4e etappe: Alessandro Petacchi Puntenklassement: Alessandro Petacchi - Ronde van Valencia 2e etappe: Alessandro Petacchi 3e etappe: Alessandro Petacchi - Ronde van Lucca Alessandro Petacchi | - Tirreno-Adriatico 7e etappe: Alessandro Petacchi - Rund um Köln Christian Knees - Ronde van Nedersaksen 1e etappe: Alessandro Petacchi 2e etappe: Alessandro Petacchi 3e etappe: Alessandro Petacchi 4e etappe: Alessandro Petacchi 5e etappe: Alessandro Petacchi Eindklassement: Alessandro Petacchi | - Ronde van Beieren 1e etappe: Erik Zabel 3e etappe: Ralf Grabsch 5e etappe: Björn Schröder - Nationale kampioenschappen Kazachstan (tijdrit): Maksim Iglinski Slowakije (tijdrit): Matej Jurčo Oekraïne (tijdrit): Andrij Hryvko - Ronde van Spanje 4e etappe: Erik Zabel 21e etappe: Erik Zabel - Coppa Sabatini Giovanni Visconti |

## Teams

### Tour Down Under
17 januari–22 januari
- 41.  Daniel Becke
- 42.  Giovanni Visconti
- 43.  Fabio Sabatini
- 44.  Dennis Haueisen
- 45.  Simone Cadamuro
- 46.  Elia Rigotto
- 47.  Carlo Scognamiglio
- 48.  Michele Gobbi

### Ronde van het Baskenland
3 april–8 april
- 161.  Björn Schröder
- 162.  Sergio Ghisalberti
- 163.  Daniel Becke
- 164.  Andrij Hryvko
- 165.  Maksim Iglinski
- 166.  Giovanni Visconti
- 167.  Daniel Musiol
- 168.  Alessandro Vanotti

### Ronde van Romandië
25 april–30 april
- 101.  Fabio Sacchi
- 102.  Alessandro Vanotti
- 103.  Alessandro Cortinovis
- 104.  Sergio Ghisalberti
- 105.  Maksim Iglinski
- 106.  Christian Knees
- 107.  Mirco Lorenzetto
- 108.  Alberto Ongarato

### Critérium du Dauphiné Libéré
4 juni–11 juni
- 191.  Andrij Hryvko
- 192.  Daniel Becke
- 193.  Sergio Ghisalberti
- 194.  Maksim Iglinski
- 195.  Mirco Lorenzetto
- 196.  Sebastian Siedler
- 197.  Alessandro Vanotti
- 198. —

2006 · 2007 · 2008 · 2009 · 2010
Ag2r Prévoyance · Bouygues Télécom · Cofidis, Le Crédit par Téléphone · Crédit Agricole · Team CSC · Davitamon-Lotto · Discovery Channel Pro Cycling Team · Euskaltel-Euskadi · La Française des Jeux · Team Gerolsteiner · Illes Balears-Caisse D'Espargne · Lampre-Fondital · Astana · Liquigas - Bianchi · Phonak Hearing Systems · Quick Step-Innergetic · Rabobank · Saunier Duval-Prodir · Team Milram · T-Mobile Team